# Municipio de Montes
El Municipio de Montes es uno de los municipios del departamento de Canelones, Uruguay. Tiene como sede la ciudad homónima.

## Ubicación
El municipio se encuentra localizado en la zona este del departamento de Canelones. Sus límites son: al este el arroyo Solís Grande; al sur el camino a Paso Arbelo; al oeste el camino departamental a ruta 8 y la cañada los Juncos; y al norte el arroyo Sauce Solo. Limita al norte, oeste y suroeste con el municipio de Migues, al este con el departamento de Lavalleja, y al sur con el municipio de Soca.

## Características
El municipio fue creado por ley 18.653 del 15 de marzo de 2010, y forma parte del departamento de Canelones. Su territorio comprende al distrito electoral CKB de ese departamento.
Se trata de una zona cuyas principales actividades económicas son la agropecuaria y la agroindustrial.
Su superficie es de 75 km² y cuenta con una población de 1968 habitantes.
La única localidad que forma parte del municipio es la localidad de Montes.

## Autoridades
Las autoridades del municipio son el alcalde y cuatro concejales.
| Nº | Alcalde               | Partido             | Inicio del mandato      | Fin del mandato         | Observaciones     | Concejales                                                                          |
| -- | --------------------- | ------------------- | ----------------------- | ----------------------- | ----------------- | ----------------------------------------------------------------------------------- |
| 1  | María Ángel Mancuello | Frente Amplio FA    | 2010                    | julio de 2015           | Alcaldesa elegida |                                                                                     |
| 2  | Rodolfo Salvarrey     | Partido Nacional PN | julio de 2015           | 26 de noviembre de 2020 | Alcalde elegido   | Marcelo Ramos (PN) Dorinel Vázquez (PN) María Mancuello (FA) Gustavo Borges (FA)    |
| 3  | Rodolfo Salvarrey     | Partido Nacional PN | 27 de noviembre de 2020 | 2025                    | Alcalde reelegido | Pablo Bonilla (PN) Mariela Vázquez (PN) Mariana Moratorio (FA) Esteban Barquin (FA) |